# Karl Fix
Karl Friedrich Fix (* 14. August 1897 in Kupferzell; † 19. Januar 1969 in Leutenbach) war ein deutscher Evangelist und Gründer der Volksmission entschiedener Christen. 

## Frühes Leben
Karl Fix wuchs in der Nähe von Heilbronn auf. Er machte eine Ausbildung zum Textilkaufmann und kurz nach seinem Abschluss nahm er am Ersten Weltkrieg teil. Nach dem Krieg heiratete er 1922 Hermine, geb. Nübel, welche nach knapp zehn Jahren Ehe starb und Karl mit ihrem Sohn Wolfgang in schweren Depressionen zurückließ. Fix arbeitete nun als Journalist für die „Heilbronner Stimme“, bekam aber immer mehr gesundheitliche Probleme. Er erkrankte an Leberzirrhose durch seinen exzessiven Alkoholkonsum. 
In Kassel hörte Fix Anfang der 1930er Jahre eine Predigt des Evangelisten Emil Meyer, durch dessen Schrift „Aus Satans Bann“ er bereits zur Sündenerkenntnis gekommen war. Das anhaltende Gebet Meyers heilte ihn seelisch und körperlich. Nach seiner Bekehrung stellte sich Fix zunächst mit seiner schriftstellerischen Begabung in den Dienst Meyers.

## Die Volksmission
Am 27. Juni 1934 gründete Fix die erste Gemeinde der Volksmission in Berlin. Bereits acht Tage später wurde sie verboten und musste sich nun heimlich treffen. Etwas später wurden der Gemeinde wieder Versammlungen erlaubt, allerdings nur unter steter Überwachung durch die Gestapo. 
Nach dem Zweiten Weltkrieg wurde Karl Fix aus der amerikanischen Kriegsgefangenschaft nach Heilbronn entlassen. Hier nahm Paula Gassner, die spätere Gründerin der BGG Stuttgart (heute Gospel Forum) Kontakt mit Fix auf. Nach gut fünf Jahren gemeinsamer Arbeit kündigte Gassner Fix die Zusammenarbeit wegen theologischer Unstimmigkeiten auf. Daraufhin wurde in Stuttgart eine eigenständige Gemeinde der Volksmission gegründet. 
Zusammen mit Karl Keck von der Liebenzeller Mission gründete Fix zahlreiche Gemeinden, insbesondere in Baden-Württemberg. Am 19. Januar 1969 starb Fix unerwartet in Leutenbach.

## Lehre
Karl Fix war in erster Linie Evangelist. Ihm ging es um die Rettung des Menschen, um die Sünden- und Gotteserkenntnis. Jeder Mensch sollte von Jesus Christus hören. Weil er durch das Gebet von Emil Meyer geheilt wurde, war ihm auch die Krankenheilung ein wichtiges Thema. Er machte in seinen Schriften deutlich, dass die Kirchengeschichte voll von Gottes übernatürlichem Wirken ist. Die Glaubenstaufe, welche erst auf das persönliche Bekenntnis des Glaubens folgen kann, sowie die Notwendigkeit der Geistestaufe als ein zweites Geschehen, das von der Bekehrung zu trennen ist, waren wichtige Bestandteile seiner Lehre und seines Lebens. 